# Koenigsegg
Koenigsegg Automotive AB es un fabricante de automóviles superdeportivos exclusivos de lujo fundado en 1994, cuya sede central se ubica en Ängelholm, Suecia. Desde entonces es dirigida por su fundador Christian von Koenigsegg, quien comenzó con la creación de su propio automóvil deportivo a los 22 años.
La producción actual no supera las dos unidades al mes, aunque según responsables de la marca, se podría aumentar la cadencia hasta cuatro unidades mensuales.

## Historia

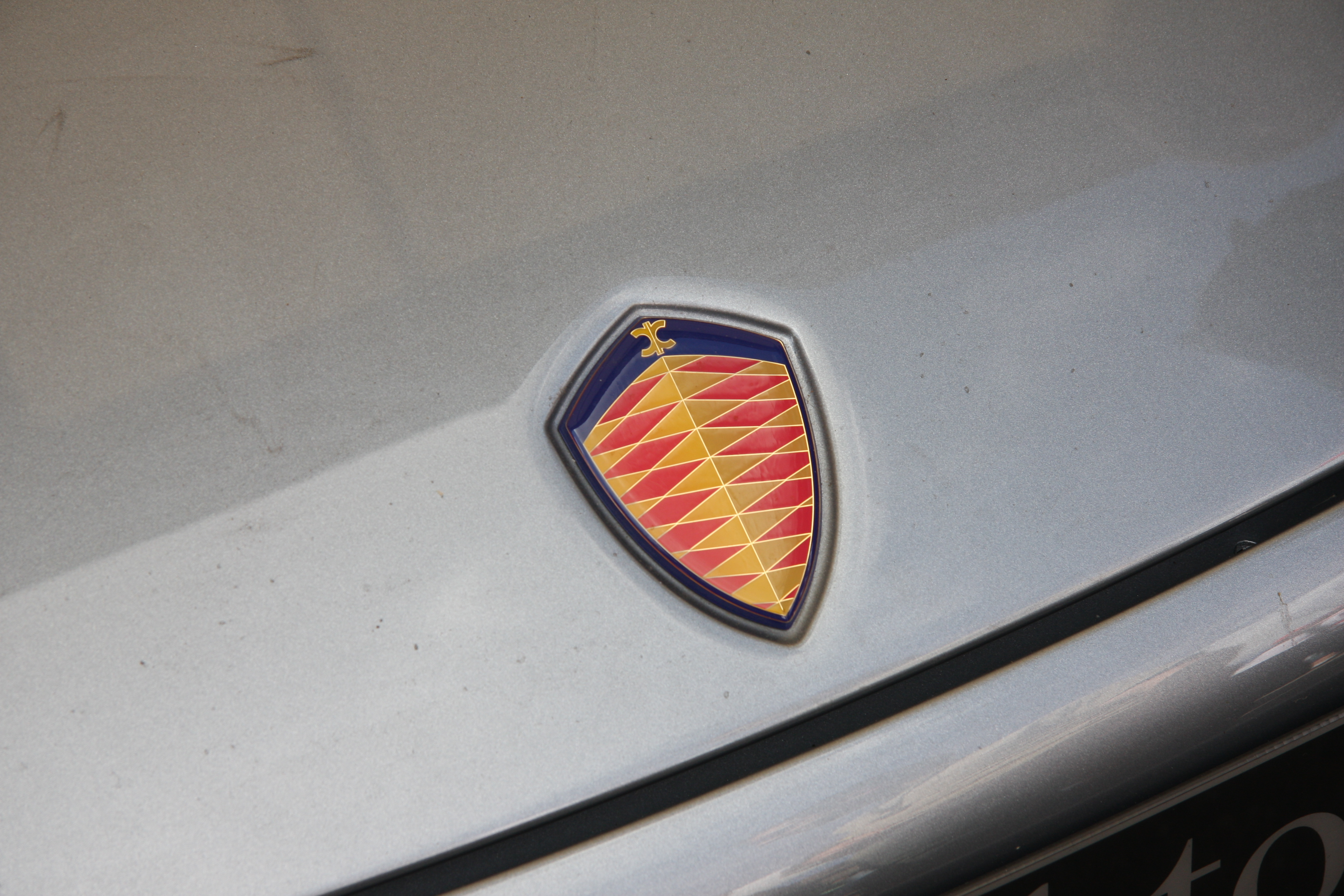
Logotipo en un CCX-R Edition

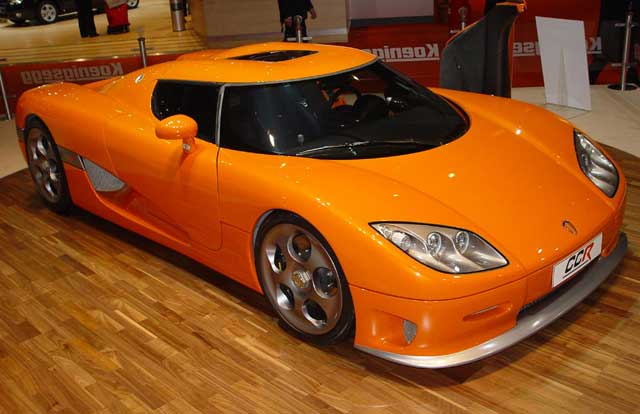
CCR de 2004.

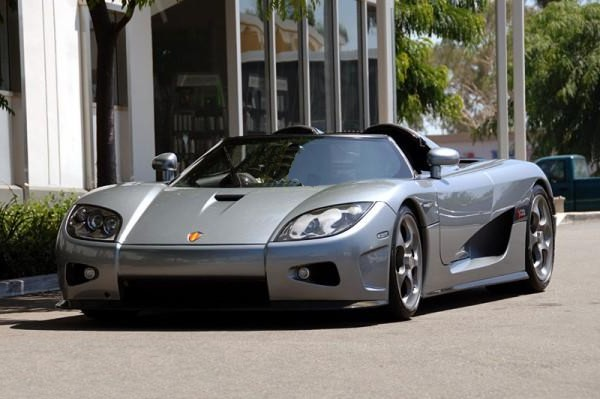
CCX de 2006.

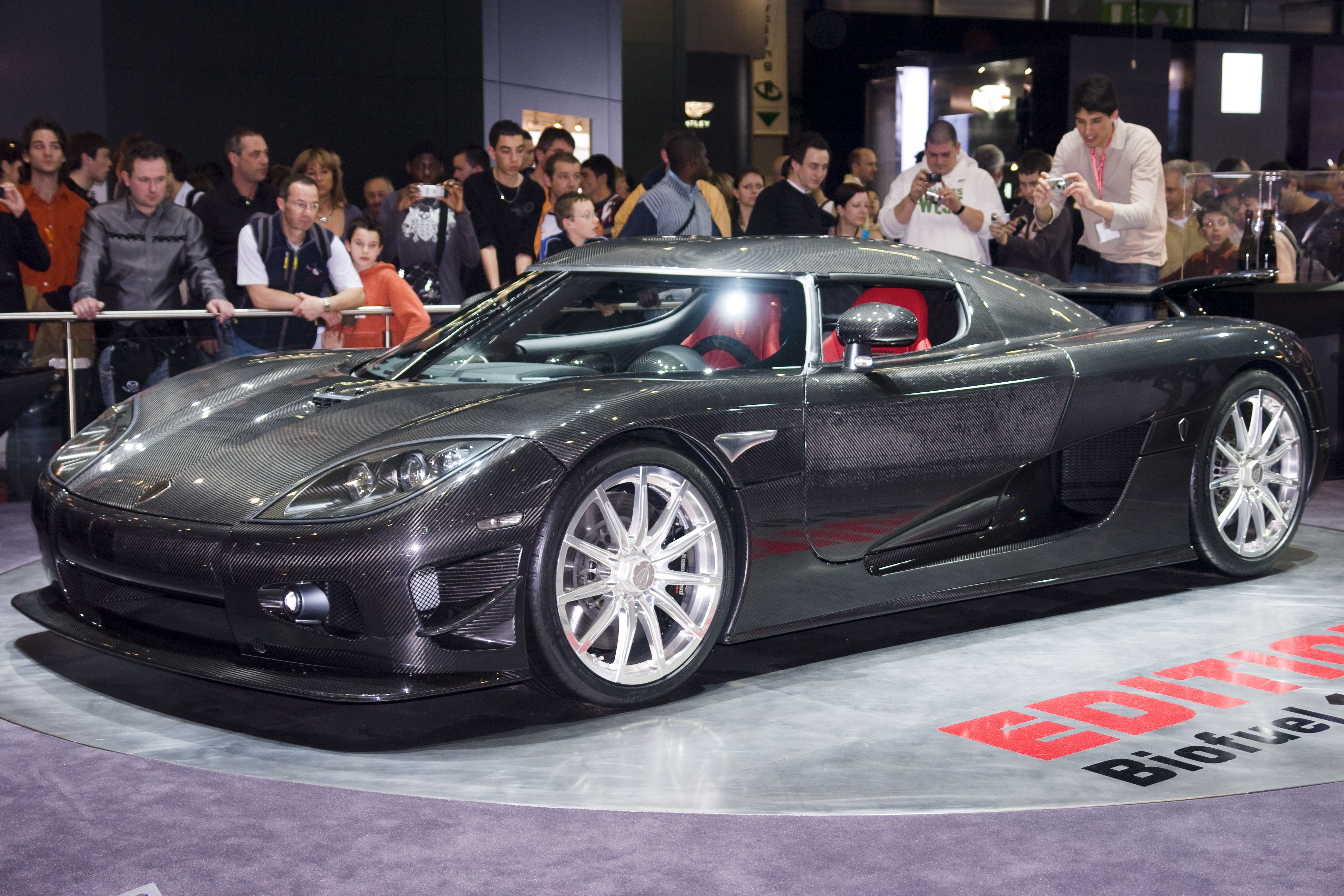
CCXR Edition de 2008.

Muchos años de desarrollo y creación de prototipos llevaron a la primera entrega de automóviles de producción de la marca que fue el prototipo CC, modelo que al final culminó en el CC8S de 2002.
En 2006 comenzó la producción del CCX, que utiliza un motor creado internamente especialmente para ese vehículo. Es legal en la calle en la mayoría de los países, incluido en los Estados Unidos. En marzo de 2009, el CCXR fue elegido por la revista Forbes como uno de los coches más bellos de la historia.
El 16 de junio de 2009, General Motors y Koenigsegg confirmaron los detalles del acuerdo para que Koenigsegg fuera el propietario de Saab, que al final se rompió y condujo a la desaparición de este último.
En diciembre de 2010, el Agera ganó el premio BBC Top Gear del superdeportivo del año.
Además de desarrollar, fabricar y vender la línea de superdeportivos, Koenigsegg también participa en programas de desarrollo de "tecnología ecológica" que comienzan con CCXR "Flower Power" flex-fuel y continuaba con el Agera R. Posteriormente, en 2012 fue introducido en el mercado el Agera S. Koenigsegg también ha estado activo en programas de desarrollo de sistemas de vehículos híbridos eléctricos enchufables y tecnologías de próxima generación motor alternativo. Koenigsegg también está funcionando en un motor de pistón sin cámara de combustión para el Regera.
Koenigsegg desarrolla y produce la mayoría de los principales sistemas, subsistemas y componentes necesarios para sus coches en la propia empresa, en lugar de depender de subcontratistas. A fines de 2015, tenía 97 empleados con un departamento de 25 ingenieros, dirigido por el fundador.
En la compañía trabajaban poco más de 400 personas hasta febrero de 2021, con la colaboración de varias empresas, todas ellas también suecas.
La empresa ha tenido dos fábricas diferentes, ya que la primera sufrió un incendio en 2003. La actual está situada en la antigua base F10 de la Fuerza Aérea Sueca cerca de Ängelholm, al suroeste de Suecia, la cual dio el emblema de los fantasmas en la parte trasera de sus modelos, debido a que en esa base entrenaba el Ghost Squad (Escuadrón Fantasma).

## Modelos
Su primer modelo fabricado fue el CC, seguido por el CC8S y posteriormente por el CCR de 806 CV (795 HP; 593 kW).
Koenigsegg usa en las puertas de sus vehículos un sistema de "hélice sincrónica diédrica", conocido en el mundo de los clientes automotrices como puertas "raptor", que parece combinar las ventajas de todos los diseños, aunque con una considerable mayor complejidad mecánica.
La continuidad estaba asegurada, ya que la producción del CCX estaba pensado especialmente para el mercado norteamericano y el CCXR que utiliza biocombustible E85. También existen versiones de edición limitada de estos modelos, de los que se proyectó hacer 14 CCX y 6 CCXR, pero la crisis económica mundial ha hecho que solamente se construyeran 2 CCX y 4 CCXR, de 888 y 1018 CV (876 y 1004 HP) (653 y 749 kW), respectivamente. El motor de ambos es de 5032 cm³ (5 litros) biturbo. Otras variantes de este eran el CCX Edition y CCXR Edition, introducidos en 2008. El Agera S Hundra introducido en 2013, conmemoraba que la marca había fabricado un total acumulado de 100 modelos.
- CC (2000-2001)
- CC8S (2002-2003)
- CCR (2004-2006)
- CCX (2006-2010)
- CCGT (2007)[18]
- Quant (2009)[1]
- Agera (2011–2018)
- One:1 (2014)
- Regera (2015-presente)
- Jesko (2020-presente)
- Gemera (2020)
- CC850 (2022)

|   |
| N |

|   |
| X |

|          |
| S Hundra |

|    |
| HH |

|            |
| RS Gryphon |

|     |
| RSR |

|    |
| LM |